# 千禧經典台電視劇集列表 (2022年)
本列表列出2022年由香港myTV SUPER千禧經典台及2022年4月11日前TVB經典台重播的節目。

## 重播節目
妙手仁心II、爭霸、錦繡良緣、聊齋、聊齋（貳）、幕後大老爺、王老虎搶親、怪俠一枝梅、迎妻接福、繾綣仙凡間、凶城計中計、銀樓金粉、京城教一、老公萬歲、新抱喜相逢、俗世情真、宮心計、建築有情天、名媛望族、寒山潛龍、樓奴、換樂無窮、東方之珠、宦海奇官、潮流教主、鐵馬戰車、鐵馬尋橋、公公出宮、載得有情人、巾幗梟雄之義海豪情、守業者、四個女仔三個BAR、誰家灶頭無煙火、結·分@謊情式、愛情食物鏈、情人眼裏高一D、My盛Lady、妙手仁心III、紅衣手記、天涯俠醫、亂世佳人、蔡鍔與小鳳仙、巾幗梟雄之諜血長天、佛山贊師父、我師傅係黃飛鴻、女拳、智勇新警界、勇探實錄、無名天使3D、刑事情報科、肥婆奶奶扭計媳、野蠻奶奶大戰戈師奶、愛·回家 (第一輯)、愛·回家 (第二輯)、溏心風暴、溏心風暴之家好月圓、學警雄心、學警出更、學警狙擊、潛行狙擊、衝上雲霄、衝上雲霄II、娛樂插班生、法網狙擊、戀愛星求人、布衣神相、刀下留人、天幕下的戀人、最美麗的第七天、水髮胭脂、降魔的、耀舞長安、老馮日記、摩登小男人、婚姻乏術、我要Fit一Fit、好心作怪、誘情轉駁、Loving You我愛你、妙手仁心、妙手仁心II、楊家將、射鵰英雄傳之鐵血丹心、兩妻時代、十萬噸情緣、街市的童話、駁命老公追老婆、情越雙白線